# Прикроватная тумбочка

Тумбочка

Прикроватная тумба (также, в просторечии: прикроватная тумбочка, тумбочка, ночной столик) — небольшой шкафчик, который устанавливается около кровати.

## Конструкция
Тумбочка обычно выполняется из дерева; верхняя панель («крышка») также деревянная, имеет пластмассовое покрытие или закрыта стеклом, иногда мрамором. Под крышкой часто имеется неглубокий выдвижной ящик или открытая ниша (иногда и то, и другое) для хранения мелочей.
Размеры типичной тумбочки:
- ширина 0,35 — 0,50 м;
- глубина 0,45 — 0,60 м;
- высота 0,60 — 0,75 м.

## Размещение
В семейной спальне располагают одну или две тумбочки. В случае одинарных кроватей иногда используется одна тумбочка между ними; для двойной кровати принято ставить по тумбочке с каждой стороны. Тумбочка также может навешиваться на спинки кроватей.
Прикроватная тумбочка согласно уставу внутренней службы ВС РФ используется как казарменная мебель, в ней «хранятся туалетные и бритвенные принадлежности, принадлежности для чистки одежды и обуви, носовые платки, подворотнички, банные принадлежности и другие мелкие предметы личного пользования, а также книги, уставы, фотоальбомы, тетради и другие письменные принадлежности».

## История
Появились в XVIII веке во Франции. Первоначально использовались для того, чтобы спрятать ночной горшок, необходимую принадлежность спальни того времени.